# 19 июля в музыке

## Родились
- 1670 — Ричард Леверидж, английский певец
- 1765 — Иоганн Алоиз Микш, немецкий музыкальный педагог
- 1811 — Ламбер Жозеф Массар, французский скрипач
- 1827 — Вильгельм Калливода, немецкий композитор
- 1897 — Робер Соэтан, французский скрипач
- 1900 — Лотар Брюне, немецкий кинокомпозитор
- 1905 — Луис Кентнер, венгерский пианист
- 1914 — Йозеф Паленичек, чешский пианист
- 1920 — Роберт Манн, американский скрипач
- 1938 — Вахтанг Кикабидзе, грузинский певец
- 1947 — Брайан Мэй, гитарист группы «Queen»
- 1958 — Дэвид Робертсон, американский дирижёр
- 1960 — Карло Рицци, итальянский дирижёр
- 1965 — Ивлин Гленни, британская перкуссионистка

## Умерли
- 1730 — Жан Батист Лойе, французский флейтист и композитор
- 1873 — Фердинанд Давид, немецкий скрипач
- 1900 — Отто Каде, немецкий музыковед
- 1954 — Жан Роже-Дюкас, французский композитор
- 1994 — Рудольф Фиркусны, чешско-американский пианист
- 2013 — Михаил Горшенёв, русский панк-рок исполнитель

## Премьеры
- 1973 — Симфония № 1 Кшиштофа Пендерецкого (Питерборо, дирижировал автор)

## Релизы
- 1954 — «That’s All Right», первый сингл Элвиса Пресли

## События
- 1886 — Последний концерт Ференца Листа (Люксембург)